# Васильченко, Семён Филиппович
Семён Филиппович Васильченко (1884—1937) — российский профессиональный революционер, один из создателей Донецко-Криворожской Республики.

## Биография до 1917 года
Родился в небогатой семье рабочего-железнодорожника по другой версии сторожа выходца с крестьян Екатеринославской губернии, на хуторе Недвиговка.
Из-за нехватки денег и смерти отца не смог окончить школу. В юном возрасте пошёл работать, сменил много специальностей. В 1901 году после знакомства с И. И. Ставским принял решение о вступлении в РСДРП, вскоре организовал рабочие кружки на ряде предприятий Дона. В 1902 году принял активное участие в Ростовской стачке, в 1903 году возглавил кружок под названием «Отчаянный», с членами которого была проведена демонстрация на главной улице Ростова-на-Дону, успех и дерзость протеста были отмечены В. И. Лениным. За участие в акции протеста девятнадцатилетний Семен Васильченко получил четыре года каторги, был закован в кандалы и отправлен в Сибирь. Широкий резонанс имела его пламенная ответная речь на суде, которая потом перепечатывалась в ленинской «Искре».
Вскоре бежал в Читу, где продолжил революционную деятельность, руководил забастовкой на Забайкальской железной дороге и после её окончания нелегально вернулся в Ростов-на-Дону. Принял активное участие в событиях революции 1905 года в Ростове, был членом боевого штаба восстания, помощником руководителя восстания — Ю. П. Бутягина, а после смерти своего друга Анатолия Сабино возглавил отряда бомбистов на Темернике. 16 мая 1905 года был арестован и получил семь лет каторги в Херсонском централе. Отбыв наказание, отправился на поселение в Иркутскую губернию, в 1914—1915 годах дважды бежал. В Иркутске создал организацию — «Союз сибирских рабочих», наладил подпольную типографию. Вёл выездную агитационную работу в Чите, Красноярске. В июне 1915 года по доносу организацию раскрыли, а Васильченко арестовали. Сидел в тюрьме до февральской революции 1917 года.

### Донская область
В конце марта 1917 года отправлен партией в Ростов-на-Дону, где возглавил Ростово-Нахичеванский комитет большевиков, выпускал газету «Наше Знамя». В 1917 году избран от Донской области в Учредительное Собрание. В конце 1917 принял активное участие в боях с калединцами.

### Донецко-Криворожская советская республика
После занятия Ростова Калединым бежал в Харьков, где работал в областном комитете партии, наладил выпуск газеты «Донецкий Пролетарий». Стал одним из активных деятелей Донецко-Криворожской Республики, был председателем Обкома, народным комиссаром внутреннего управления ДКР.
25 января на областном партийном съезде Васильченко и Жаков представили тезисы доклада о провозглашении Донецко-Криворожской республики и «приблизительную схему новой организации». Участники мероприятия постановили широко осветить этот вопрос в прессе, что было поручено тем же Васильченко и Жакову. 30 января (12 февраля) 1918 года на IV областном съезде Советов рабочих депутатов Донецкого и Криворожского бассейнов в Харькове с докладом об организации власти в Донецко-Криворожской области выступил большевик С. Васильченко, придерживавшийся мнения, что в основе создания Советского государства должен лежать принцип территориально-производственной общности областей. Свой взгляд на организацию власти во всей Советской России он изложил так:
«По мере укрепления Советской власти на местах федерации Российских Социалистических Республик будут строиться не по национальным признакам, а по особенностям экономически-хозяйственного быта. Такой самодовлеющей в хозяйственном отношении единицей является Донецкий и Криворожский бассейн. Донецкая республика может стать образцом социалистического хозяйства для других республик».
С. Васильченко настаивал на создании автономной Донецко-Криворожской республики, выделении её из состава Украины (Украинской Народной Республики Советов) и включении в состав Советской России. В этой связи, по мнению Васильченко,
«Донецкий и Криворожский районы должны обладать самостоятельными органами экономического и политического самоуправления».
Краткий доклад завершался оглашением проекта резолюции «По вопросу о выделении Донецкого бассейна». Затем состоялось голосование по резолюции Васильченко, за решение о создании Донецко-Криворожской республики проголосовало ровно 50 делегатов съезда из 74 человек.
После провозглашения Донецко-Криворожской республики Васильченко был избран председателем Областного комитета ДКР. В этот же день Васильченко был избран в Совнарком ДКР комиссаром по внутренним делам. В конце февраля под председательством Васильченко прошло собрание областного комитет ДКР на котором была принята резолюция осуждающая подписания Бресткого мирного договора, и объявлявшую «священную партизанскую войну» против мирового империализма. В начале марта Васильченко выступал против военного и политического союза Совнаркома ДКР с ЦИКУ и вхождение Донецко-Криворожской республики в состав Украинской Советской Республики как автономной республики. На сопротивление Васильченко линии партии и части Совнаркома ДКР отреагировал Ленин который писал Орджоникидзе:
«Очень прошу Вас обратить серьезное внимание на Крым и Донецкий бассейн в смысле создания единого боевого фронта против нашествия с Запада… Что касается Донецкой республики, передайте товарищам Васильченко, Жакову и другим, что как бы они не ухитрялись выделить из Украины свою область, она, судя по географии Винниченко, все равно будет включена в Украину, и немцы будут ее завоевывать. Ввиду этого совершенно нелепо со стороны Донецкой республики отказываться от единого с остальной Украиной фронта обороны. поэтому упорство нескольких товарищей из Донецкого бассейна походит на ничем не объяснимый и вредный каприз, совершенно недопустимый в нашей партийной среде.».

### Дальнейшая жизнь
Позже перебрался в Ростов-на-Дону, был назначен чрезвычайным комендантом города. С июня по сентябрь 1918 года входил в состав Донского Советского правительства.
Позже работал на ряде должностей на Южном фронте гражданской войны.

### Литератор
После гражданской войны постепенно отошёл от революционной деятельности, сосредотачиваясь на литературе. Организовал издательство «Московский рабочий». Писал очерки, повести и романы, среди которых можно выделить: «Речи Тихого Дона», «Великий рычаг коммунизма», «Мы не виноваты» (все до 1920 года), «По падям Забайкалья» (1921 год), «После первого боя» (1922 год), «Карьера подпольщика» (1924 год), «После декабря» 1926 год), «Первый бой» (1926 год в соавторстве И. И. Ставским). Впоследствии работал в государственном издательстве, был редактором газеты «Читатель и писатель».
В 1923 году во время болезни В. И. Ленина и обострившейся внутрипартийной борьбы Васильченко, среди прочих, подписал «Письмо 46-ти», поддержав левую оппозицию в РКП(б). В романе «Не той стороною» (1928) дал художественную трактовку оппозиции после смерти В. И. Ленина. Роман был раскритикован с литературной и политической точек зрения и изъят из библиотек.
Репрессирован и расстрелян в 1937 году. После смерти Сталина реабилитирован.

## Память
Именем Семёна Васильченко назван один из переулков города Ростова-на-Дону.